# Segreta passione
Segreta passione (Irrungen) è un film muto del 1919 diretto da Rudolf Biebrach.

## Produzione
Il film fu prodotto dalla Messter Film GmbH (Berlin).

## Distribuzione
La prima del film - distribuito dall'Universum Film (UFA) - si tenne il 14 febbraio 1919 a Berlino. Distribuito in Italia dalla Vult con il titolo Segreta passione ottenne il visto di censura 14985.